# MMR マガジンミステリー調査班
『MMR マガジンミステリー調査班』（エムエムアール マガジンミステリーちょうさはん）は、石垣ゆうきによる日本の漫画作品。『週刊少年マガジン』（講談社）に不定期連載（連載期間1990年-1999年）された。単行本も同社（少年マガジンKC）より発行。全13巻。
1999年には、それまで刊行された単行本（1巻〜11巻）を再編集した総集編「光の書」「暗黒の書」が、『週刊少年マガジン』増刊として発行された。また、全13巻の再編集版としてコンビニコミック「講談社プラチナコミックス」のレーベルで全6巻発行された。現在はコミックパークのオンデマンド出版で全13巻が刊行されている。
城不二也作の続編『MMR The Apocalypse 第一話 新たなる黙示録』、石垣ゆうき作の続編『新世紀緊急報告MMR』と『MMR復活編』、『新生MMR 迫りくる人類滅亡3大危機（トリプルクライシス）!!』についてもここで述べる。

## 概要
『週刊少年マガジン』編集部員で編成されたMMRこと「マガジンミステリー調査班（MAGAZINE MYSTERY REPORTAGE/マガジン・ミステリー・ルポルタージュ）」が物語の主役。メンバーはキバヤシ（リーダー）・ナワヤ・タナカ・イケダ・トマルの5人。この5人は実在の編集者がモデルであり、いずれも今なお各所で活躍している。他に自称海外隊員としてチャーリーという人物も登場。
当初はMMRのメンバーが様々な超常現象を科学的に解明していくという主旨であったが、単行本の2巻以降はノストラダムスが残した予言詩を物語の軸に据えることで、謎の組織や政府の陰謀が登場し始め、後年のテレビドラマ『Xファイル』にも似たSFミステリーとなっていった。掲載されるのは合併号が多い。
1996年4月から同年10月にかけて『MMR未確認飛行物体』という題名でフジテレビ系の木曜の怪談枠内でテレビドラマ化された。ドラマは、ファッション雑誌から“スーパーマガジン”の企画「MMR」の担当へ異動した編集者、踝透（くるぶし とおる、演：中山秀征）が主人公の完全オリジナル版として制作された。
1999年に『MMR』は一旦終了したが、単行本13巻巻末の作品紹介ページとカバー内側には「1〜13以下続巻」と書かれていた。週刊少年マガジン2003年32号、33号に『MMR The Apocalypse 第一話 新たなる黙示録』が掲載され復活。作者は城不二也。リーダーがミウラに変わるなどメンバーは一新されている。
2008年に、同誌21・22合併号、23号にて『週刊少年マガジン』創刊50周年記念として『新世紀緊急報告MMR』との題名で前後編にて復活掲載。作画は従来の石垣ゆうき。メンバーはまたも一新されており、初の女性隊員スエザキが登場している。キバヤシ達を回想する場面が有るものの城不二也版の新MMRについては触れられていない。
2012年に、プロジェクト・アマテラス内にて『MMR復活編』が開始。嘗てのメンバーに加えハシモトという女性隊員が加わる。劇中でマヤ2012年滅亡説を「ちまたのウワサ」として扱い『新世紀緊急報告MMR』での次世代メンバーの調査を知ってか知らずか2ページで否定している。作画は石垣ゆうき。2014年4月17日には『新世紀緊急報告MMR』『MMR復活編』を収録した単行本『新世紀黙示録MMR Resurrection』が発売された。単行本カバー内側の石垣ゆうきの一言には「14年ぶりのMMRです」と書かれている。さらに、2016年3月17日にはそのまた続編『新生MMR 迫りくる人類滅亡3大危機!!』が発売された。
アニメ版『GTO』の27話目、28話目にMMRが登場し、日本各地の地方局CMに出ていた野村朋子を調べていた。

## 主な登場人物

### 石垣ゆうき版　オリジナルMMR

#### MMRメンバーとその関係者
キバヤシ（隊長）
196X年7月22日生まれ。身長182cm、体重は77kg、血液型O型。視力右0.2、左0.1。IQは170の超天才で、日本語・英語・フランス語の3ヶ国語を扱える。超常現象・ノストラダムス解釈に精通している。
信条は、「即断は禁物」。自分が納得行くまで調査し、MMR内でも最も真面目に描かれる。一部のインチキを見て超能力に否定的であり、鍼治療も胡散臭いと考えていたが、後にナワヤに簡単な実験で「一部を見て否定するのはMMRの信義に反する」と説得され、再評価するようになった。どんな謎も調べて結論を下してしまうが、詳細が分からない場合も多い。使用携帯電話はJ-PHONE（後のボーダフォン→現ソフトバンクモバイル）。『MMR復活編』では本編終了後講談社を辞めていたことが明かされ、約10年後海外から帰国しトマルと共にMMRを再結成する。癖はペン回し。大学時代は音楽活動に勤しんでいたが作詞の才能はない。
モデルは当時週刊少年マガジンの編集者であった樹林伸（1巻「超能力は実在した!」にて本人とおぼしき人物の写真も掲載されている）。
アニメ版『GTO』での声優は平田広明。
ナワヤ
キバヤシを補佐する副リーダー格。キバヤシが出張中に臨時的にリーダーに任命されている。キバヤシの発言に反論のできる数少ない人物。女好きでスケベな性格だが、危険な雰囲気を持つ（と判断した）女性は警戒するなど用心深い一面も持つ。
MMR唯一のお笑い担当として様々なゲストやエキストラに弄ばれている反面、催眠術で暗殺されかけたり、赤痢の疑いで入院したりする被害に遭っている。また2003年の『MMR The Apocalypse 第一話 新たなる黙示録』では唯一旧メンバーとして登場した。大学では航空学を専攻。
アニメ版『GTO』での声優は千葉一伸。
タナカ
MMR結成当初からいた隊員。自称「予言博士」。ノストラダムスの大予言以外にも「ヨハネの黙示録」にも詳しい。
筑波大学において考古学を専攻。トルコの遺跡カマン・カレホユックの調査にも参加。予言詩や外国語文の翻訳を読み上げるのはほとんど彼が担当している。
父親の名前は千春、母親の名前は紀久子だと、喫茶店アンデルセンのマスター・清水（仮名）に言い当てられる。
イケダ
3巻から加入した隊員。
英語が堪能で海外在籍が長く、国際事情に詳しいことから海外調査では重宝されていた。当時まだ一般にはなじみの薄かったインターネットに精通していたり、当時日本では放送されておらず、名前も知られていなかったThe X-Files（X-ファイル）を海外から手に入れ参考としていたりとその方面でも大きな戦力となっていた（ビデオテープを見たナワヤはアメリカ製AVと思っていた）。
漫画家柴田亜美はブログで、今の講談社の担当編集者はイケダ隊員その人であると記載している。また、柴田亜美の漫画の中にも「MMR イケダ隊員」として登場した。
学生時代に『マイコンBASICマガジン』のライターをしていた（当初は本名、のちに響あきらというペンネームで活動）。
トマル
6巻から補助要員として登場。フルネームは都丸尚史。弱点は太もも。東京大学卒。2012年より講談社が開設したプロジェクト・アマテラス次長に着任。復活MMRを担当する。
初登場回は後述の理由で単行本に収録されていない。
イガラシ（五十嵐）編集長
『週刊少年マガジン』編集長。MMRの名付け親。取材費等の金銭面からMMRを陰から支えた人物。
MMRに関しては口出しはせず、自由放任の方針であったが、ナワヤが事故で重傷を受け脅迫電話がきた時は危険性を考慮してMMRの取材を断念させた。後に局長に昇進した。モデルは『週刊少年マガジン』6代目編集長の五十嵐隆夫。

#### その他
チャーリー（チャーリィ）・ライアン
イケダの友人。アメリカ政府関連の挿話において時折登場。何度かMMRに協力し、MMR海外隊員を名乗るようになる。
コイブチ
第1話のみに登場した週刊少年マガジンの編集者。ナワヤに似た性格。
超常現象否定派で、劇中神隠しに遭うも本人は気付かず、帰還後にキバヤシ達に担がれたと思い込み激昂したが、UFOにさらわれ、右胸に怪しげな傷を刻まれてしまっていた。
カジワラ
キバヤシの先輩に当たる天文学者の助手。第1話で登場。最初はUFOや地球外生命体に懐疑的だったが、キバヤシと共にコイブチの事件に遭遇し愕然となる。
キタヤマ
T大学考古学教授。「UFOミステリー・サークルの謎を追え!」の前後編に登場。遺跡や超常現象なども研究している。ミステリーサークル調査のためにキバヤシ達に同行。第5の力、レイポイント、キャトルミューティレーションなどをキバヤシ達に教える。
早瀬マサト
アシスタント。超能力者の友人を持つ。
R（アール）
謎の日系人の美女。左目の下に黒子がある。パソコンの赤・青・黄の三色の人工生命体に端を発する「超感覚兵士」を超えた『聖なる戦士（HolySoildier）製造計画』がアメリカで進行しつつあることをMMRメンバーに伝えた。
イニシャルしか明らかになっておらず、その素性・本名も不明。第8巻に登場。
Resident of Sun（レジデント・オブ・サン）
通称「太陽の住人」。ボイスチェンジャーの電話の声や手紙のみで接触する謎の人物。第12・13巻にて登場。『石垣ゆうき版 MMR復活編』にも登場した。
「神の言葉」を巡る人格改造計画や始皇帝の隷属遺伝子の計画で大規模な国家の陰謀に加担していることが明らかになった。Y2K（2000年問題）で初登場し、イースター島のモアイの物語でもメッセージを伝えた。正体はイルミナティ。
セーラー服の少女
日本のピラミッドと呼ばれる東北の黒又山に現れた謎の少女。
「凶風（きょうふう）が吹いている」の言葉でキバヤシに「fの法則」のゆらぎと形態共鳴の恐怖を気付かせた。クジラの大量死の現場にも出現。第11巻にて登場。
マシュラ
パソコン通信のハンドルネームのみの謎の人物で、『カタストロフィー・フォーラム』で人類の危機を警告した。その内容は、科学者の失踪事件から繋がるスリーパー・キラー計画とネット回線を利用したマイクロ波の悪用を示唆するものだった。第7巻にて登場。
ジャック・ヨネムラ
アメリカの研究所でウイルスを研究するウイルスハンターの男。ウイルスの脅威を調査し、プリオンを調べるキバヤシ達MMRに接触する。愛用のペットは、カメレオン。
ウイルス進化論やそれ以上の可能性を求め、ウイルスに熱狂的に取り憑かれた様子でウイルスは人類にさらなる進化をもたらすと語る。アメリカ合衆国で行われる人間を地球外生命体グレイに似せる「ウイルス人工進化計画」に関わっており、幼児を人工的に進化させた「ネオテニー」を手本とし、どんな病原体にも耐性を持つ『ネオ・ヒューマノイド』を生み出そうとする集団の一員。第8巻にて登場。
ミシェル・ド・ノートルダム（ノストラダムス）
予言書「諸世紀」で有名なフランスの予言者。ここで描かれる人物像は五島勉による一連の著作の内容に近い。
過去の人物なので直接の登場はないが、劇中に大予言の話が何度も出てくることも含め、キバヤシによると人類に危機を警告する「時空を超えて立ちはだかる」偉大な存在として描かれている。扉絵の表紙に度々登場し、巻末のおまけ漫画にも登場。

#### 実在する登場人物
- 清田益章 - 超能力者（超能力は実在した!）
- ニーナ・クラギーナ - 超能力者（超能力は実在した!）
  - 初出当時はクラギーナの映像と存在や未発表で極秘扱いとされていた。
- 宜保愛子 - 霊能力者（人類は滅亡する!?）
- 前田和慧 - 霊能力者（心霊現象が警告する悪夢とは!?）
- 高橋徹 - マヤ文明研究家（1999戦慄の占星術第予言とは!?）
- 松村潔 - 占星術研究家（1999戦慄の占星術第予言とは!?）
- 高橋良典 - 日本探検協会会長（地底王国からの破滅の囁きとは!?）
- 鏡リュウジ - 占星学研究家（1994神聖大予言 地球は既に死滅している!?）

### 城不二也版 新生MMR
- ミウラ（隊長）
- タキガワ
- パク - チャーリーの様な国外隊員（?）を除けば、MMR初の外国人（韓国人）の国内隊員。モデルは少年マガジン編集部副編集長の朴鐘顕。

### 石垣ゆうき版 新生MMR
- ヨネムラ（隊長）
- スズキ
- タキガワ - 城版MMRのタキガワとの関係は不明。
- スエザキ - MMR初の女性隊員。

### 石垣ゆうき版 MMR復活編
- キバヤシ
- ナワヤ
- タナカ
- イケダ
- トマル
- ハシモト - ナワヤの後輩で新人編集者。2人目の女性隊員。

### 石垣ゆうき版 新生MMR 迫りくる人類滅亡3大危機!!
- キバヤシ
- ナワヤ
- タナカ
- イケダ
- トマル
- ハシモト
- チャーリー・ライアン
- チャンドラ・サンジェイ - キバヤシがインド滞在中にいろいろ世話になった友人。キバヤシと再会する。

## 今までの予言
※大半がキバヤシの持論である。
単行本1巻
- 太古から宇宙人は人間を採取しているが、政府はそれを黙認している。バーコードには666の数字が埋め込まれている。
- アメリカ、ソ連、日本は超能力者を軍事目的に養成している。

単行本2巻
- 1981年1月21日、日本人の救世主が生まれている。
- 宇宙人バシャールは人類への警告としてミステリーサークルを作っているが、宇宙人グレイはそれを混乱させるための偽のミステリーサークルを作っている。
- 1999年、聖書通り最終戦争を起こせば救世主が現れると考える組織と宇宙人グレイが日米摩擦を操り核戦争が勃発。宇宙人グレイは地球人の遺伝子を自分の体に取り込めるようにするため、地球人を全面核戦争による放射能汚染で突然変異させようと考えている。

単行本3巻
- 人は日々サブリミナルメッセージで洗脳され、偽救世主が各国で台頭している。
- 1999年、太陽黒点周期が低迷し大不況が起こる。
- 緯度48°線上にあるアメリカ、ドイツ、イギリス、フランス、中国、ロシア、日本の7箇国から偽の救世主が誕生する。その救世主はピラミッドに保存された偉人のDNAを復活させて作られている。

単行本4巻
- 2000年9月、小惑星トータチスが地球に衝突するが、選ばれた人間は宇宙人の手によって火星に脱出するが、情報の混乱を避けるため、国民には隠されている。
- 富士山が一度噴火すると、日本中の休火山が連鎖噴火を起こし、日本はムー大陸同様沈没する。

単行本5巻
- 1999年、絶滅した宇宙人の幽子が地球人に憑依し、人間は人間の姿を維持できなくなる。UFOは乗り物ではなく宇宙人の幽子である。
- 自民党が分裂し、世界規模で経済バランスが崩れる。
- 1999年8月18日、グランドクロスで太陽系の惑星の引力が地球に集中し、ヴァン・アレン帯が壊れ宇宙線が地球に降り注ぐ。

単行本6巻
- ヒットラーの末裔（まつえい）達はチベットの風水術を使って気の集積所である日本の気の流れを変える事で地球に超異常気象を起こし、飢饉で世界を支配しようとしている。
- 1999年、1994年7月17日に木星にシュメーカーレビー彗星が衝突したために、木星に存在した未知のウイルスが地球に飛来し、既知の細菌を猛毒化させるが、遺伝子選別で選ばれた人間だけは耐性があるので生き残る。

単行本7巻
- マッドサイエンティスト（汚れた科学者）達は人工衛星からのマイクロ波を使って人類を群発自殺させ増え過ぎた人口を減らそうとしているが、それは世界中のピラミッドが発信するアルファ波のバリアによって防がれる。
- 1995年、五黄殺の年の五黄殺の月に満月と新月になる8月11日、8月26日、9月9日、地球上のどこかで地震が起こる。

単行本8巻
- オゾンホールから漏れた紫外線、放射線によってプリオンが凶暴化し、生物は死に至る。
- ウイルス進化論者は子供達をウイルスに感染させ人工的な進化を起こし、ネオテニーを作り出している。
- 軍産複合体は戦争を欲していて、人工生命体を用いたコンピュータードラッグで人間を殺人兵器に作り変えようとしている。

単行本9巻
- グランドクロスの時、9つの惑星の引力の影響でマグマ活動が活発になり、地磁気が乱れることでポールシフトが起こり、地球の気候が瞬間的に逆転する。
- 南米に存在するナチスの残党は宇宙人の技術を用いて人間の冷凍保存に着手しており、ポールシフトの際に世界を支配しようとしている。
- 電磁波の乱発によって人間のDNAがちぎれ、その瞬間高熱が発生し人体は発火してしまう。一部の人間はこれを予知夢で見ている。

単行本10巻
- 病原菌の進化速度が急激に速まり、既知の病原菌が耐抗生物質病原菌に生まれ変わる。
- 国民はナノロボットを注射され、脳を一部権力者に操られる。
- 国民は絶命遺伝子（寿命コントロール遺伝子）が組み込まれた食品を食べさせられ、一部権力者に寿命を握られる。

単行本11巻
- 風の1/fの揺らぎが高層ビルによって壊され、壊れた風を受けた人間は犯罪に走る。凶悪犯罪の数が閾値を超えると形態共鳴が発生し、人間は意思では拒絶しつつも殺人を犯してしまう。
- 火山の噴火によって酸素濃度が低下し、広範囲で窒息死が起こる。

単行本12巻
- 環境ホルモンによって体内時計が狂い、人間は火星の生活に適した体になる。
- 1999年9月9日、2000年問題で誤作動を起こした人工衛星が搭載した実験用細菌を突然変異させ、太陽の極大期と共に地球に降り注ぐ。

単行本13巻
- 1999年8月11日、グランドクロスで起きた引力暴走によってヴァン・アレン帯が壊れ降り注いだ宇宙線で人間のDNAの塩基が緩み遺伝子改造によって殺虫剤に耐性を持った蚊が性格遺伝子を注入すると人間の人格が権力者の都合の良い様に改造される。
- 秘密結社『神の言葉』は秦の始皇帝が保存した隷属遺伝子をインフルエンザウイルスに組み込み、世界中の人間に感染させようとしている。
- 人間の可能性は無限である。

新世紀黙示録MMR Resurrection
- 1999年は滅びの始まりであり、ギリシャとイタリアの財政が疲弊した今、再稼働された原子力発電所の温排水が日本海に多いメタンハイドレートを分解すると温室効果が加速しオゾンクラッシュで紫外線が増えエターナルフィードバックで地球は灼熱の星に成るがイルミナティ（レジデントオブサン）達は火星に脱出する。
- 2012年12月22日、フォトンベルトに突入した地球は磁場が弱まり降り注いだ大量の放射線が人体内の古細菌アーキアを突然変異させ人間の体は喰い尽くされる。

### 単行本未収録エピソード
1995年3・4合併号〜5号に掲載された『甦るノストラダムス 暗黒新予言』の回は単行本未収録となっている。要因としては、当時の地元警察とマスメディアが第一通報者を犯人扱いした「松本サリン事件」を下敷きにして「世界を裏から支配する『300人委員会』によるサリンを使ったテロが起きる」という予言を描いた所、掲載の2ヶ月後に実際に「地下鉄サリン事件」が発生し、一連のサリン事件が300人委員会ではなく「オウム真理教」の犯行と判明したためとされている。
- 単行本5巻には、未収録分の穴埋めとして特別読切『怨声「もっと苦しめ…」』が収録されている。
- 単行本7巻の『1999 悪魔の全人類改造計画とは!?』には「それは以前調査した『300人委員会』みたいに世紀末の破滅を促す計画じゃ…」という台詞がある。
- このエピソードでは事故で入院したイケダの代理としてトマルがMMRに編入され、イケダ退院後もそのまま定着したが、この回が単行本未収録となったため、単行本では唐突にメンバー入りしている。

## 雑学
講談社内には実際に「MMR」と呼ばれる組織が存在していた。メンバーは基本的に一介の編集者で構成されており、各人は専門家ではないが超常現象に関する知識は深いようである。
MMRメンバーは実在の編集者がモデルで、『金田一少年の事件簿』シリーズや『シュート!』シリーズの舞台裏4コマや対談等に、キバヤシ、イケダ、トマルとおぼしき編集者が登場している。イガラシ局長こと五十嵐隆夫は講談社コミックスの発行人として奥付に記載されている。
漫画の冒頭には「この物語は事実をもとにしたフィクションです」という但し書きが添えられている（2003年の『MMR』では単に「この物語はフィクションです」となった）。単行本の初めのページにも同文が添えられていたが、5巻以降は「この物語は事実をもとにしたフィクションです。内容に関する問い合わせは、電話では一切受け付けておりません。ご了承下さい」という但し書きに変更されている。
隊員のキバヤシの結論がことごとくノストラダムス関連に繋がってしまう。唯一の反論担当であるナワヤの意見もキバヤシの結論同様、根拠に乏しいとされている。また、当時講談社は『週刊現代』でもノストラダムスや終末予言特集を頻繁に特集していた。1999年が既に過去となり、通俗的なノストラダムス現象が下火になってからは、これらの議論も同様に下火になっている。
1990年代後半にラジオ番組のゲストで樹林伸が出演し、ナワヤをミステリーサークルのど真中に寝させた件などを話す。その際、受験を控えた不安定な年頃の子に人気があると発言。本人はあくまでフィクションとして作っていた様子がここからうかがえる。
隊員のイケダは地図に載っていない遺伝子工学の研究所近くで胴の異様に長い猫"通称・ダックスキャット"を目撃したと語っている。胴の異様に長い猫は、都市伝説研究家関暁夫の著作『ハローバイバイ・関暁夫の都市伝説―信じるか信じないかはあなた次第』に写真が収められている。
MMRは単行本12巻に描かれた様に実際に米国のアメリカ航空宇宙局（NASA）に赴き取材を申し込んでいるが門前払いされている。この体験をMMRはNASAが何か秘密（宇宙人を隠している等）を知られるのを嫌っているためだ、と結論付けている。
単行本9巻以降は副題に「MMR緊急報告」の文が付くようになった。
単行本6巻『1994神聖大予言 地球はすでに死滅している!?』にてタカイ・ジェームス・ケイイチ博士が人間のデオキシリボ核酸（DNA）の95%は未解明であると説明しており、単行本7巻『1999悪魔の全人類改造計画とは!?』にてキバヤシがソビエトはモスクワのアメリカ大使館にマイクロ波を使って攻撃していたと説明しているのに、単行本9巻『MMR緊急報告 人類は自滅する!!』ではどちらも改めて説明され、皆初めて知る話であるかの様に驚いている。
他の巻は「アンゴルモアの大王」と表記しているが単行本10巻だけ「アングルモアの大王」と表記している。
単行本12巻はResident of Sunが初登場する『MMR 緊急報告 1999第5の選択』（『週刊少年マガジン』1998年41号掲載）よりも、「たしか…前回「2000年問題」を調査したとき我々に接触して来た人物ですよ…」とResident of Sunを思い出すセリフのある『MMR 緊急報告 イースター島の謎を追え!!』（『週刊少年マガジン』1999年25号掲載）の方をカラーページを含む関係からか先のページに入れてしまったため、作品内での時系列と収録の順番が逆転してしまっている。単行本4巻と11巻と『新世紀黙示録MMR Resurrection』も雑誌掲載と単行本収録の順番が異なる。

## その他
- 伊集院光は『MMR』を『週刊少年マガジン』史上最高のギャグ漫画と評していた[3]。伊集院はキバヤシについて「キバヤシさんていうのは、昔ね『金田一少年の事件簿』を立ち上げた時の編集部員で、何つったらいいのかな青瓢箪？って感じの人なんです俺がそん時会った時には。（中略）仇名を付けるとするならもやしっ子って感じの人だったんですけど（中略）あと絶対付けて欲しいのは、キバヤシさんの生写真。これを付けて貰う事で、子供達はほっとする事ができます。「あ、漫画は漫画だ」っていうそのほっと感が出ますんで」と実物と漫画の違いを評している。実物と漫画のキバヤシの違いは単行本6巻のおまけ漫画でもネタにされている。
- サイエンスエンターテイナーあすかあきおは、MMR開始前にキバヤシと会いMMRのシンクタンクとしての仕事を打診されていたが名前が出ない事を理由に断っている[4]。単行本1巻の監修は南山宏が担当している。
- 2000年から2002年にかけて小学館の雑誌『別冊コロコロコミック』にて、オカルトを題材とし小学館の社員が謎を調査するという高野聖ーナによる『CCC -コロコロ超常現象調査団-』が連載されていた。
- 2003年10月から講談社の『コミックボンボン』にて、読者の周りの不思議な体験を捜査するというきむら繁による『科学特捜BBR』が連載された。本作のイケダもコミックボンボン編集部員として登場する。同時期の同誌には石垣ゆうき作『マジシャン探偵A』も連載されていた。
- 2004年の週刊少年マガジンにて西本英雄による『西本英雄のマガジン調査隊（仮） もう、しませんから。』が連載される。
- 漫画家の美川べるのは『別冊フレンド』の「BMR（別フレミステリー調査班）」のリーダーとして『週刊少年マガジン』とも合同調査を行った事がある。
- ミリオン出版の『漫画実話ナックルズ』には、同じくオカルトを題材とした『KMR（ナックルズ・ミステリー・調査班）』という漫画がたまに掲載される事がある。初掲載作は『漫画実話ナックルズ』2009年7月号の『2012年 人類が滅亡する日』。
- 2008年3月26日、ゲームポットは『MFO（モンスターファームオンライン）』と『MMR マガジンミステリー調査班』との連携企画として『MMR』の登場人物が攻略法を指南する攻略ページや、漫画のコマに利用者が好きなセリフを当てはめられるサービスを提供した。
  - モンスターファーム調査班（MFR）
  - MFRジェネレーター
  - モンスターファームオンライン 公式ブログ | 明日 ヤツが帰ってくる？
- 2008年9月、『週刊少年サンデー』・『週刊少年マガジン』創刊50周年記念として、『週刊少年サンデー』と『週刊少年マガジン』に連載された漫画がそれぞれ8作品ずつサカモトのコミックスメモの題材とされたが、本作も50年間の『週刊少年マガジン』作品を代表する8作品の内の1作に選ばれ、少年マガジンコミックスメモシリーズとして発売された。表紙は単行本7巻の表紙を引用している[5]。
- 2009年11月30日　コードマスターズの『Operation Flashpoint: Dragon Rising』公式サイトにて、本編をコラージュした宣伝漫画が掲載された。
  - 『Operation Flashpoint: Dragon Rising』特設ページ
- 2014年3月20日発売のPlayStation Vita専用ソフト『超次次元ゲイム ネプテューヌRe;Birth2 SISTERS GENERATION』の特設サイトにおいてコラボ企画が掲載されておりMMRの面々が同作の世界観を読み解く宣伝画像やMMRと同作の登場人物たちのインタビューという形式のキャラトークが見られる[6]。

## 出版情報
石垣ゆうき『MMR マガジンミステリー調査班』講談社〈少年マガジンKC〉、全13巻
1. （副題：UFOミステリーサークルの謎を追え!）1991年7月17日発行 ISBN 4-06-311693-X
  - UFOからのメッセージ　週刊少年マガジン1990年第34号
  - UFOミステリー・サークルの謎を追え!（前・後編）　週刊少年マガジン1991年第6号、第7号
  - 超能力は実在した!（前・後編）　週刊少年マガジン1991年第20・21号、第22号

2. （副題：ノストラダムス大予言の謎を解け!!）1992年4月17日発行 ISBN 4-06-311778-2
  - ノストラダムス大予言1999 人類は滅亡する!?（前・後編）　週刊少年マガジン1991年第35・36号、第37号
  - ノストラダムス大予言1999 生き残る人類とは!?（前・後編）　週刊少年マガジン1992年第1・2号、第3・4号
  - 読者から送られてきた恐怖の体験コーナー

3. （副題：ノストラダムスの大予言 1999最終戦争（ハルマゲドン）の恐怖）1992年12月14日発行 ISBN 4-06-311856-8
  - ノストラダムス大予言1999 大破局へのシナリオとは!?（前・後編）　週刊少年マガジン1992年第20号、第21・22号
  - ノストラダムス大予言1999 "最終戦争"（ハルマゲドン）はもう始まっている!?（前・後編）　週刊少年マガジン1992年第41号、第42号

4. （副題：1999人類破滅の真相）1993年10月16日発行 ISBN 4-06-311950-5
  - ノストラダムス大予言1999 小惑星（トータチス）が地球に激突する!?（前・後編）　週刊少年マガジン1993年第15号、第16号
  - ムー大陸が警告する世紀末破局とは!?（前・後編）　週刊少年マガジン1993年第31号、第32号
  - 特別編 前世は実在する!?　週刊少年マガジン1993年新年特別号マガジンフレッシュ

5. （副題：1999宇宙が告げる世紀末地獄とは!?）1994年5月17日発行 ISBN 4-06-312020-1
  - 心霊現象が警告する悪夢とは!?（前・後編）　週刊少年マガジン1993年第41号、第42号
  - 1999戦慄の占星術大予言とは!?（前・後編）　週刊少年マガジン1994年第8号、第9号

6. （副題：神聖大予言 地球はすでに死滅している!?）1994年12月14日発行 ISBN 4-06-312085-6
  - 地底王国からの破滅の囁きとは!?（前・後編）　週刊少年マガジン1994年第24号、第25号
  - 1994神聖大予言 地球はすでに死滅している!?（前・後編）　週刊少年マガジン1994年第41号、第42号

7. （副題：日本潰滅〜世紀末最後の警鐘〜）1995年10月17日発行 ISBN 4-06-312189-5
  - 1999悪魔の全人類改造計画とは!?（前・後編）　週刊少年マガジン1995年第21・第22号、第23号
  - 謎の怪光物体を解明せよ!（前・後編）　週刊少年マガジン1995年第36号・37号、第38号

8. （副題：人類滅亡計画の真実とは!?）1996年8月12日発行 ISBN 4-06-312306-5
  - 見えない悪魔 人類絶滅病原体あらわる!!!?（前・後編）　週刊少年マガジン1996年第3・4号、第5・6号
  - 忍び寄る魔のテクノロジーとは!?（前・後編）　週刊少年マガジン1996年第21・22号、第23号

9. （副題：1999人類大審判の日）1997年5月16日発行 ISBN 4-06-312408-8
  - 1999MMR緊急報告 悪魔の予言が導く最終破局（カタストロフィー）とは!?（前・後編）　週刊少年マガジン1996年第36・37号、第38号
  - MMR緊急報告 人類は自滅する!!（前・後編）　週刊少年マガジン1997年第3・4号、第5・6号

10. （副題：人類判決の日来たる!!?）1998年3月17日発行 ISBN 4-06-312522-X
  - 1999MMR緊急報告 恐怖細菌が逆襲する!!?（前・後編）　週刊少年マガジン1997年第22・23号、第24号
  - 1999MMR緊急報告 人類判決の日、来たる!!?（前・後編）　週刊少年マガジン1997年第36・37号、第38号

11. （副題：海底遺跡の謎を追え!!）1998年9月17日発行 ISBN 4-06-312593-9
  - MMR緊急報告 1999年への秒読み（前・後編）　週刊少年マガジン1998年第22・23号、第24号
  - MMR緊急報告 海底遺跡の謎を追え!!（前・後編）　週刊少年マガジン1998年第7号、第8号

12. （副題：1999七の月）1999年7月16日発行 ISBN 4-06-312712-5
  - MMR緊急報告 イースター島の謎を追え!!　週刊少年マガジン1999年第25号
  - MMR緊急報告 1999第5の選択　週刊少年マガジン1998年第41号
  - MMR緊急報告 第101の預言　週刊少年マガジン1999年第4・5号

13. （副題：The Last Research）1999年10月15日発行 ISBN 4-06-312748-6
  - COUNT.10 発覚（コグニション）　週刊少年マガジン1999年第31号〜第42号
  - COUNT.9 片鱗（グリンプス）
  - COUNT.8 苦悩（ディストレス）
  - COUNT.7 解明（イルシデーション）
  - COUNT.6 方法（メソッド）
  - COUNT.5 確信（コンビクション）
  - COUNT.4 運命（フェイト）
  - COUNT.3 疑惑（ダウト）
  - COUNT.2 決断（デシジョン）
  - COUNT.1 絶望（ディスペア）
  - COUNT.0 無限（インフィニティ）

石垣ゆうき『新世紀黙示録MMR Resurrection』　2014年4月17日発売 ISBN 978-4-06-395059-5
1.   - MMR復活編　1〜4話はプロジェクト・アマテラスにて2012〜2013年に配信。5話は電子書籍化の際の描き下ろし。
  - MMR新世紀緊急報告 「人類最後の日」の真実を暴け！！　週刊少年マガジン2008年第21・22号、第23号

講談社プラチナコミックス
- 『MMR UFO・ミステリーサークルを追え! 編』2004年5月12日発行 ISBN 4-06-353234-8
- 『MMR ノストラダムスの大予言の恐怖』2004年6月9日発行 ISBN 4-06-353260-7
- 『MMR 神聖大予言 地球はすでに死滅している!?』2004年7月14日発行 ISBN 4-06-353291-7
- 『MMR 人類判決の日来たる!?』2004年8月11日発行 ISBN 4-06-353321-2
- 『MMR 海底遺跡の謎を追え!!』2004年9月8日発行 ISBN 4-06-353371-9
- 『MMR ザ・ラストリサーチ』2004年10月13日発行 ISBN 4-06-353378-6